# Connor (Maine)
Connor es un territorio no organizado ubicado en el condado de Aroostook en el estado estadounidense de Maine. En el Censo de 2010 tenía una población de 457 habitantes y una densidad poblacional de 4,48 personas por km².

## Geografía
Connor se encuentra ubicado en las coordenadas 47°0′35″N 67°59′33″O / 47.00972, -67.99250. Según la Oficina del Censo de los Estados Unidos, Connor tiene una superficie total de 102.12 km², de la cual 101.89 km² corresponden a tierra firme y (0.22%) 0.22 km² es agua.

## Demografía
Según el censo de 2010, había 457 personas residiendo en Connor. La densidad de población era de 4,48 hab./km². De los 457 habitantes, Connor estaba compuesto por el 93.65% blancos, el 0.44% eran afroamericanos, el 3.94% eran amerindios, el 0.22% eran asiáticos, el 0% eran isleños del Pacífico, el 0% eran de otras razas y el 1.75% pertenecían a dos o más razas. Del total de la población el 0.22% eran hispanos o latinos de cualquier raza.